# NGC 3328
NGC 3328 is een hemelobject van twee sterren in het sterrenbeeld Leeuw. Het hemelobject werd op 27 maart 1880 ontdekt door de Duits-Amerikaanse astronoom Christian Heinrich Friedrich Peters.